# Europa (maan)
Europa is de kleinste van de Galileïsche manen, de vier grote manen van Jupiter, en de op vijf na grootste maan van het zonnestelsel. Galileo Galilei ontdekte haar op 8 januari 1610. Simon Marius, die ook de ontdekking claimde omdat hij de vier satellieten onafhankelijk had ontdekt, noemde de maan naar Europa, de dochter van koning Agenor die een affaire had met Zeus (vereenzelvigd met Jupiter) en hem drie kinderen schonk.
Europa bezit een ijle atmosfeer van zuurstof. Het oppervlak bestaat uit ijs en kent zeer weinig hoogteverschillen. Onder het ijs vermoedt men een vloeibare oceaan van water met daar weer onder silicaatrots en een kern van ijzer. Omdat er op Europa sprake is van tektoniek, staat vast dat deze maan geologisch actief is. Wellicht bevindt zich onder het bevroren oppervlak dus vloeibaar water, waarin eventueel buitenaards leven zou kunnen voorkomen. Twee missies gaan de maan nader onderzoeken om hierover meer te weten te komen: de JUICE missie van ESA die vertrok op 14 april 2023, en de Europa Clipper missie van NASA die vertrok op 14 oktober 2024. Beide zullen in een baan rond Jupiter blijven (op het einde van haar missie zal JUICE in een baan rond de maan Ganymedes gaan), van waaruit ze de galileïsche manen op afstand gaan bestuderen. De metingen en beelden worden verwacht vanaf 2030.

## Ontdekking en geschiedenis
Op 7 januari gebruikte Galilei aan de Universiteit van Padua een refractietelescoop, maar op die dag kon hij Europa nog niet van Io onderscheiden vanwege de lage sterkte van de telescoop. De volgende dag lukte dat wel, waardoor 8 januari 1610 voor de Internationale Astronomische Unie als de dag van de ontdekking van Europa geldt. De op de mythologie gebaseerde benamingen zijn in de astronomie lange tijd weinig populair geweest, waardoor Europa tot in het midden van de 20e eeuw in veel van de astronomische literatuur eenvoudigweg "Jupiter II" werd genoemd. Ook tegenwoordig is deze nomenclatuur nog enigszins gangbaar.

## Baan
Europa draait op een afstand van 665.533 kilometer rond Jupiter in 3,5 dagen en in dezelfde tijd om de eigen as. De baan is bijna cirkelvormig met een excentriciteit van maar 0,009. De helling van het baanvlak ten opzichte van de evenaar van Jupiter bedraagt 0,47°. Europa beweegt in baanresonantie met de manen Io, die twee maal zo snel haar baan beschrijft, en Ganymedes, die half zo snel draait. Hierdoor ontstaan getijdenkrachten.

Baanresonantie van Europa met Io en Ganymedes.

## Kenmerken
Met een diameter van 3122 kilometer is Europa iets kleiner dan de Maan van de Aarde. Van alle Galileïsche manen is Europa de minst zware, maar haar massa is nog altijd veel groter dan die van de meeste andere manen in het zonnestelsel. De gravitatieversnelling op Europa is met 1,32 m/s² meer dan zeven keer zo klein als die op Aarde (9,8 m/s²).

### IJle atmosfeer met zuurstof
Uit waarnemingen met de Ruimtetelescoop Hubble in 1994 blijkt dat Europa een ijle atmosfeer van zuurstof bezit. De atmosferische druk bedraagt 1 micropascal, 100 miljard keer minder dan de luchtdruk op Aarde. Op Aarde is zuurstof van biologische oorsprong (uitgestoten bij fotosynthese door planten) maar bij Europa is dit niet zo. Ultraviolet licht van de zon of geladen deeltjes van de magnetosfeer van Jupiter ontleden de ijskorst in waterstof en zuurstof. Het lichtere waterstof ontsnapt en zo blijft zuurstof over. In 1997 stelde de ruimtesonde Galileo ook de aanwezigheid van een dunne ionosfeer vast, die mogelijk is gevormd door een combinatie van straling van de zon en inslagen van deeltjes afkomstig uit de magnetosfeer van Jupiter. Analyses wijzen uit dat de zuurstofatmosfeer vooral wordt gevormd door radiolyse van watermoleculen als gevolg van het voortdurend blootstaan van Europa's oppervlak aan de ultraviolette straling van de zon.

### Het oppervlak van ijs

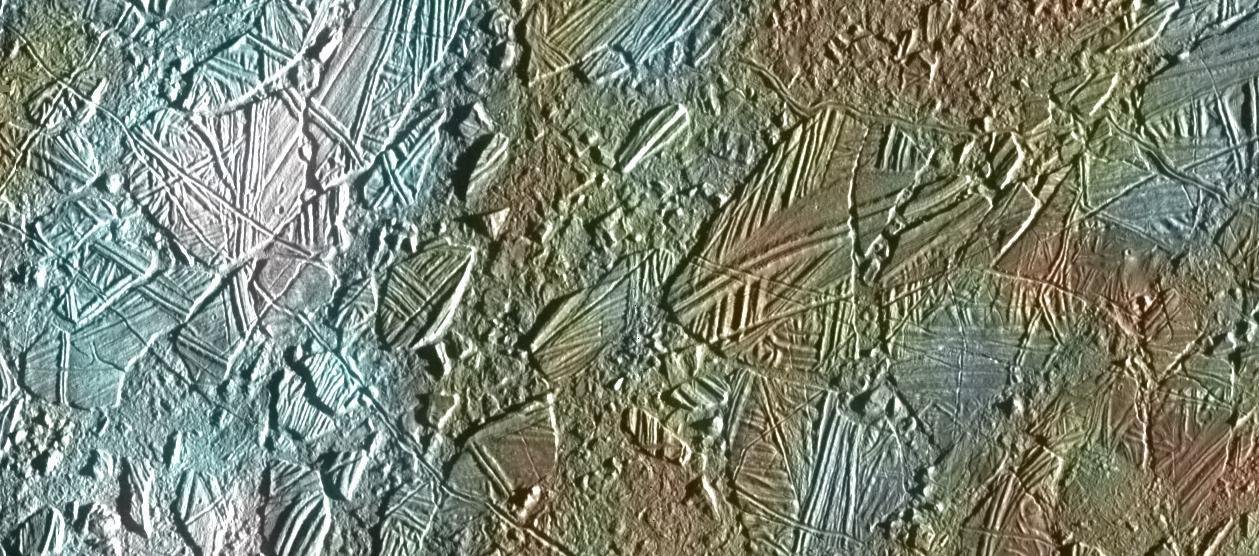
Het oppervlak van ijs

Het oppervlak van Europa is bijzonder glad, zonder noemenswaardige hoogteverschillen en weinig kratervorming. Uit het aantal vermoedelijke komeetinslagen volgt dat het oppervlak van Europa jong moet zijn, 20 tot 180 miljoen jaar. Het oppervlak bestaat uit een laag ijs, waarvan de dikte wordt geschat op 1 tot 30 kilometer. De schattingen van enkele tientallen kilometers zijn vooral gebaseerd op de aanwezigheid van vele vermoedelijk met relatief vlak ijs gevulde concentrische ringen rond enkele van de grootste inslagkraters op Europa's oppervlak. Deze ringen lijken erop te wijzen dat de dikte van de ijskorst minstens 10 kilometer bedraagt en dat zich daaronder een oceaan van vloeibaar water met een diepte van mogelijk 100 km bevindt. Andere modellen gaan ervan uit dat de ijskorst slechts enkele kilometers dik is, maar in deze modellen wordt vermoedelijk te veel rekening gehouden met de allerbuitenste lagen van de korst die zich elastisch gedragen als gevolg van Jupiters zwaartekracht. Indien de ijskorst bijvoorbeeld maar 2 kilometer dik is, zou dit moeten betekenen dat het vloeibare binnenste geregeld in contact komt met het oppervlak.
Er zijn octahydraat zouten, magnesiumsulfaat en natriumcarbonaat vastgesteld.
Het albedo van de maan bedraagt 67 procent, en is daarmee een van de hoogste van het zonnestelsel.
Het oppervlak vertoont lijnen die kunnen zijn ontstaan door cryovulkanisme of geisers. Door de getijdenkrachten van Jupiter kunnen barsten ontstaan in de korst van Europa. Hoewel Europa steeds hetzelfde halfrond naar Jupiter toekeert, komen de lijnen toch over heel het oppervlak voor. Dit is te verklaren indien de ijskorst sneller draait dan de vaste kern. Hieruit veronderstelt men dat een vloeibare oceaan tussen het ijsoppervlak en de vaste kern aanwezig is. De buitenste ijslaag draait in zo'n 12.000 jaar om de kern.
Op het oppervlak zijn ook cirkelvormige of elliptische vlekken te zien. Deze zijn vermoedelijk ontstaan door opwellingen van warmer ijs of smeltwater. Alle structuren op het oppervlak van Europa zijn genoemd naar de Europese mythologie. Zo heet de grootste krater Pwyll.

### Lineae

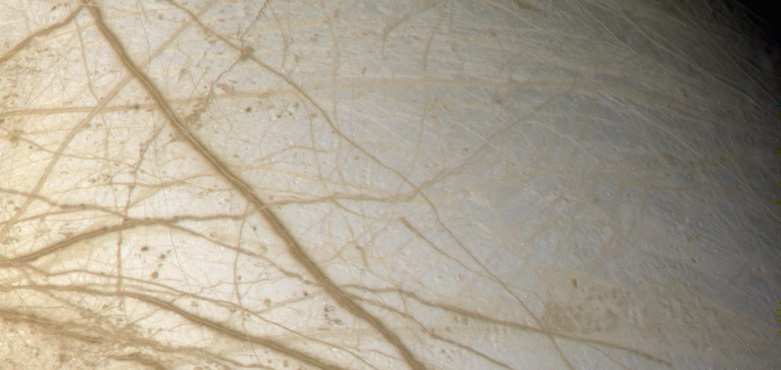
Kleurenbeeld van Europa vastgelegd door het ruimteschip Galileo. Hierop zijn de lineae duidelijk te zien

Een van de meest opvallende kenmerken van het oppervlak van Europa zijn de donkere lijnen die over het oppervlak heen lopen, de zogeheten lineae, die vermoedelijk zijn ontstaan door uitbarstingen van warm ijs als gevolg van warmere onderlagen in combinatie met de aantrekkingskracht van Jupiter. Het effect is in dit geval vergelijkbaar met het ontstaan van een mid-oceanische rug op Aarde. Door aan te nemen dat het oppervlak van Europa iets sneller ronddraait dan het inwendige als gevolg van een vloeibare ondergrondse oceaan die het oppervlak loskoppelt van de rotsachtige mantel, kan in combinatie met het effect van de zwaartekracht van Jupiter op de uitwendige ijskorst worden verklaard waarom deze patronen minder regelmatig zijn dan bij een gelijkmatige omwenteling het geval zou zijn geweest.

### Vaste kern
Europa bevat een vaste kern van silicaat. In het midden daarvan bevindt zich een kern van ijzer, zoals blijkt uit metingen van het magneetveld.

### Oceaan van water

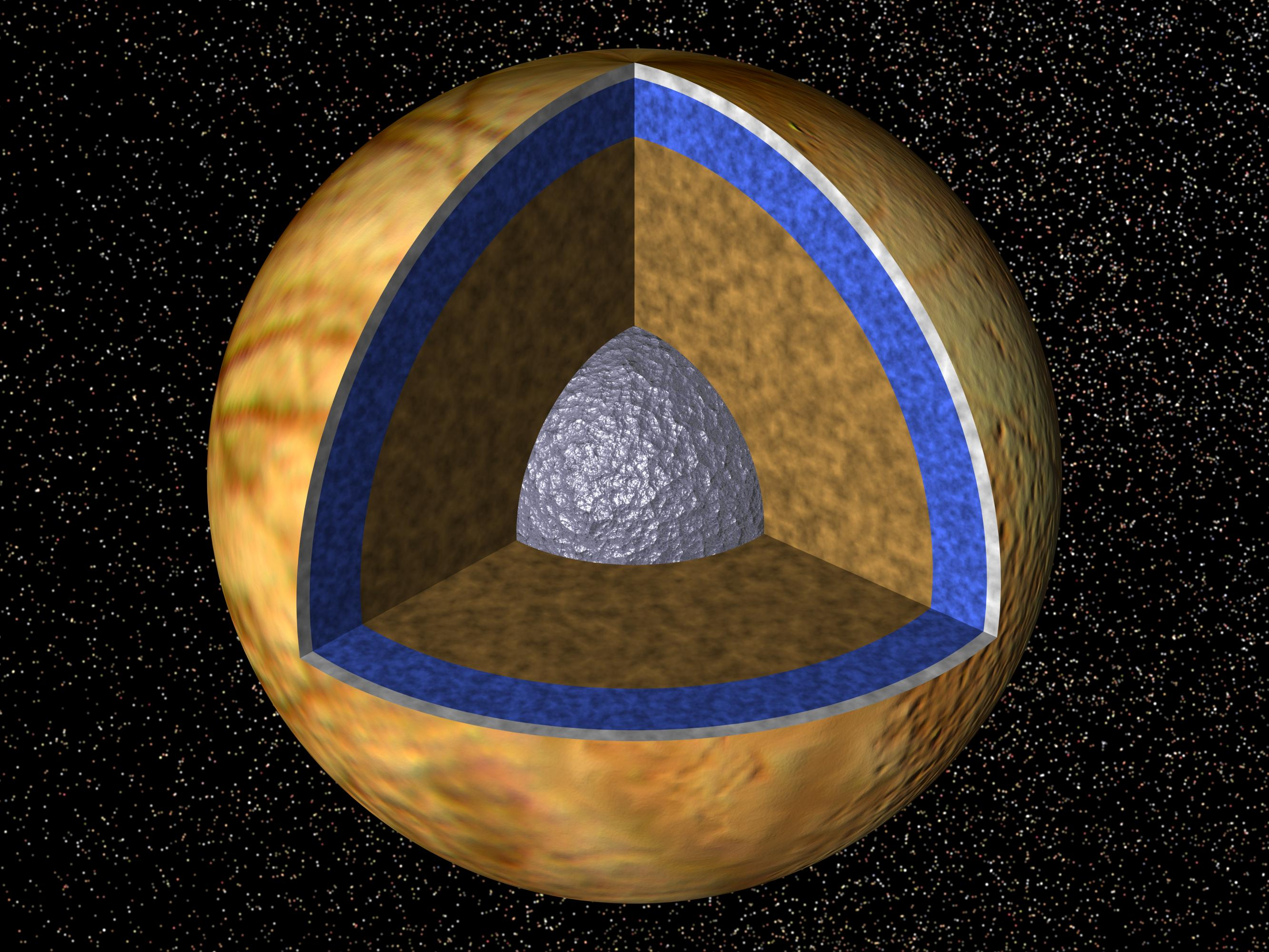
Doorsnede van Europa. Een ijzeren kern (grijs) omgeven door silicaat gesteente (bruin) met daarboven een oceaan (blauw). De mantel (wit) bestaat uit ijs met gesteente.

Europa keert Jupiter, onder invloed van getijdenkrachten altijd hetzelfde halfrond toe. Toch draait Europa iets sneller om de eigen as dan om Jupiter, wat eveneens is te verklaren door het bestaan van een oceaan van vloeibaar water onder het ijsoppervlak. Energie van de getijden kan de oceaan warm en vloeibaar houden, terwijl de energie die vrijkomt uit verval van radioactieve elementen daartoe onvoldoende is. Hoewel dit verval per kilo rots op Europa bijna hetzelfde is als op Aarde, is de volume-oppervlakte-verhouding van Europa namelijk veel kleiner. Als gevolg hiervan is de gemiddelde temperatuur van Europa's oppervlak −160°C aan de evenaar en slechts −220°C (53°C boven het absolute nulpunt) aan de polen. De korst blijft daardoor permanent zo hard als graniet.
Metingen van het magneetveld door de ruimtesonde Galileo wijzen op een elektrisch geleidende laag onder het oppervlak, vermoedelijk een 100 km diepe oceaan van zout water.

## Mogelijk leven
De oceaan kan mogelijk leven huisvesten met getijden, die veroorzaakt worden door de getijdenwerking van Jupiter, als bron van energie. Zo zou de roze schijn van de maan te verklaren zijn door bacteriën. Leven is waarschijnlijker naarmate de ijslaag dunner is. Koolstof voor het leven kan geleverd zijn door inslagen van kometen. NASA had plannen om met een Jupiter Icy Moons Orbiter (JIMO) op Europa en twee andere manen van Jupiter te zoeken naar water onder de ijslaag. Het project is echter afgeblazen vanwege de complexiteit.
Een aantal onderzoekers acht leven op Europa waarschijnlijker dan leven op Mars en pleit daarom voor fondsen om dit nader te onderzoeken.
Op 14 oktober 2024 lanceerde NASA de ruimtesonde Europa Clipper waarmee men vanuit een baan om Europa meer onderzoek zal verrichten. De Europa Clipper-sonde komt, na een zwaartekrachtsslinger van Mars in februari 2025 en van de aarde in december 2026, naar verwachting in april van 2030 bij de maan aan en gaat in een elliptische baan tot 44 keer om de maan heen vliegen. ESA heeft op 14 april 2023 een eigen sonde naar het Jupiter systeem gestuurd: de JUICE missie. Beiden zullen de nodige nieuwe metingen en beelden sturen die wetenschappers nodig hebben om de ondergrondse oceanen te leren kennen en om later een lander te sturen naar Europa, eventueel met een kleine sonde die door de ijskorst zou proberen smelten.
- Gemeinsame Normdatei: 4456671-2
- Library of Congress Control Number: sh97004538
- Nationale Bibliotheek van Israël: 987007566246605171
- Virtual International Authority File: 241200489

Volledige lijst inclusief (nog) niet erkende manen